# Abandoned Slaughterhouse
Abandoned Slaughterhouse è il novantaquattresimo album in studio del chitarrista statunitense Buckethead, pubblicato il 12 luglio 2014 dalla Hatboxghost Music.
Si tratta del sessantasettesimo disco appartenente alla serie "Buckethead Pikes".

## Tracce
Musiche di Buckethead.
1. A – 3:23
2. C – 3:09
3. C – 3:04
4. 1 – 3:54
5. 3 – 2:40
6. 6 – 2:34
7. 5 – 5:29
8. 6 – 5:49

## Formazione
- Buckethead – chitarra, basso, programmazione